# أركيسبس
أركيسبس (باللاتينية: Archicebus) هو جنس من الرئيسيات الأحفورية التي عاشت في الغابات في الفترة الفجرية (منذ حوالي 55.8 إلى 54.8 مليون سنة) فيما يعرف الآن بجينغتشو في مقاطعة خوبي في وسط الصين، والتي تم اكتشافها في عام 2003. النوع الوحيد المعروف، أخيل، كان من الرئيسيات الصغيرة، يقدر وزنه بحوالي 20-30 جرامًا (0.7-1.1 أونصة)، وهو العضو الوحيد المعروف في عائلة Archicebidae. عندما تم اكتشافه، كان هذا هو أقدم هيكل عظمي أحفوري للرئيسيات هابورهين تم العثور عليه، ويبدو أنه الأكثر ارتباطًا بالترسيريات والأوموميات الأحفورية، على الرغم من أن أخيل يُقترح أنه كان نهاريًا، في حين أن الترسيريات ليلية. كان يشبه الترسيريات والسيميان (السعادين والقردة)، وكان من الرئيسيات الهابورهين، وربما كان أيضًا يشبه آخر سلف مشترك لجميع الهابورهين.

## أصل الكلمة
تم تسمية أركيسبس أخيل لكونه أقدم هيكل عظمي معروف للرئيسيات (اعتبارًا من عام 2013) ولأنه يتميز بعظم الكعب (عظم الكعب). الاسم العام، Archicebus، نشأ من كلمة Arche (ἀρχή)، الكلمة اليونانية القديمة التي تعني «البداية»، وcebus، النسخة اللاتينية من الكلمة اليونانية القديمة kêbos (κῆβος)، والتي تشير إلى قرد طويل الذيل. اسم النوع، أخيل، هو إشارة إلى أخيل، البطل اليوناني لحرب طروادة من الأساطير اليونانية.

## التاريخ التطوري

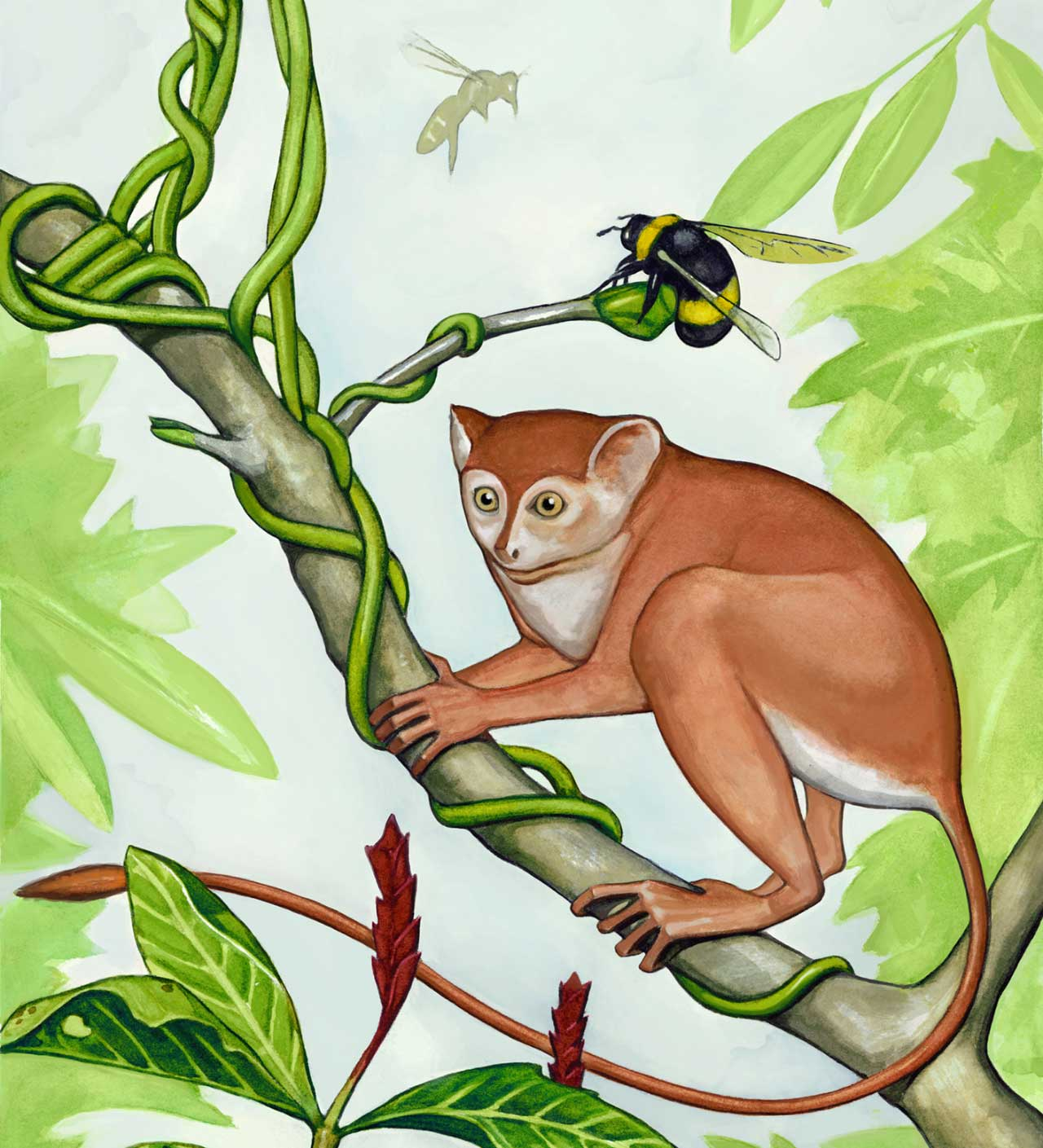
إعادة بناء فنان لأخيل أركسيبس

يُظهر أركسيبس أخيل أوجه تشابه مع القرود فيما يتعلق بشكل عظامه ونسب مشط القدم، إلا أن جمجمته وأسنانه وهيكله العظمي الزائدي تشبه تلك الموجودة في الترسيريات. وفقًا لتحليل علم الوراثة العرقي، تشير كل هذه السمات مجتمعة إلى أنه العضو الأساسي في فرع tarsiiform داخل رتيبة Haplorhini. بالنظر إلى عمرها، وبما أن القرود هي مجموعة شقيقة لكائنات التارسيفورم، فقد يشبه أخيل إلى حد كبير السلف المشترك للهابورهينات وربما آخر سلف مشترك لجميع الرئيسيات.

## التشريح
يقدر وزن أخيل بحوالي 20 إلى 30 جرامًا (0.7 إلى 1.1 أونصة)، مما يجعله مشابهًا في الحجم لأصغر الرئيسيات الحية اليوم، الليمور الفأر.

## النطاق والبيئة
عاش أخيل في غابات عصر الإيوسين الدافئ، منذ ما يقرب من 55.8 إلى 54.8 مليون سنة مضت في جزء من آسيا بالقرب مما يعرف الآن بجينغتشو، في مقاطعة خوبي الجنوبية في الصين.
انطلاقًا من أنيابه الكبيرة والقمم الحادة على ضواحك، كان أخيل آكلًا للحشرات. ومع ذلك، على عكس الترسيريات، تشير عيونه الصغيرة إلى أنه كان نهاريًا، وهو نمط اقترحته سابقًا هابورهينات أخرى، مثل تيلهاردينا آسياتيكا. تشير أطرافه الخلفية إلى أنه قام بالكثير من القفزات؛ ومع ذلك، فإن وركيه وأكتافه وأقدامه تشير أيضًا إلى أنه لم يكن متشبثًا أو واثبًا رأسيًا مثل الترسيريات والطنج، ولكن من المحتمل أنه كان يتحرك عبر الأشجار بطريقة رباعية الأرجل أكثر عمومية عن طريق الإمساك بأطراف الأشجار من الأعلى.